# السعودية في الألعاب البارالمبية الصيفية 2000

علم السعودية.

شارك رياضيان فقط من الذكور من المملكة العربية السعودية ونافسا في الألعاب البارالمبية الصيفية 2000 في سيدني، أستراليا.